# NGC 2765
NGC 2765 est une galaxie lenticulaire située dans la constellation de l'Hydre. NGC 2765 a été découverte par l'astronome germano-britannique William Herschel en 1786.

## Caractéristiques
Sa vitesse par rapport au fond diffus cosmologique est de 4 087 ± 22 km/s, ce qui correspond à une distance de Hubble de 60,3 ± 4,2 Mpc (∼197 millions d'al).
À ce jour, sept mesures non basées sur le décalage vers le rouge (redshift) donnent une distance de 57,786 ± 3,546 Mpc (∼188 millions d'al), ce qui est à l'intérieur des valeurs de la distance de Hubble.
NGC 2765 est une galaxie du champ, c'est-à-dire qu'elle n'appartient pas à un amas et qu'elle est donc gravitationnellement isolée.

## Supernova
La supernova SN 2008hv a été découverte le 2 décembre 2008 dans NGC 2765 par G. Pignata, J. Maza, M. Hamuy et al. dans le cadre du programme de recherche de supernovas CHASE (CHilean Automatic Supernova sEarch). Cette supernova était de type Ia.